# Curaciones de Jesús en Genesaret

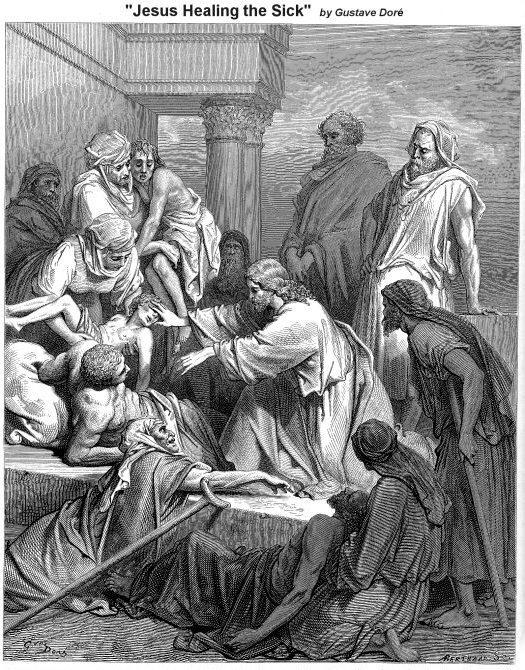
NKJV

Según el Evangelio de Marcos, cuando Jesús pasa por  Genesaret, justo después del relato de Jesús caminando sobre las aguas, todos los que tocaban de su manto quedaban curados. Este pasaje está reflejado en los evangelios de  san Mateo (14; 34-36) y  san Marcos (6; 53-56).
En ambos evangelios, los enfermos pretendían tocar el κράσπεδον o kraspedon de las vestiduras de Jesús que eran las borlas que, de acuerdo con el Libro de los Números (15:38), el judío llevaba en cada una de las cuatro extremidades de su manto.
El historiador del siglo I Flavio Josefo se refiere a la zona de Genesaret como de suelo muy rico. La ciudad estaba quizás a medio camino entre Cafarnaum y Magdala.

## Texto bíblico
- Según  san Mateo (14; 34-36):

Acabaron la travesía y llegaron a tierra a la altura de Genesaret. Al reconocerlo los hombres de aquel lugar mandaron aviso a toda la comarca y le trajeron a todos los que se sentían mal, y le suplicaban poder tocar aunque sólo fuera el borde de su manto. Y todos los que lo tocaron quedaron sanos.

- Según  san Marcos (6; 53-56):

Acabaron la travesía hasta la costa, llegaron a Genesaret y atracaron. Cuando bajaron de la barca, enseguida lo reconocieron. Y recorrían toda aquella región, y adonde oían que estaba él le traían sobre las camillas a todos los que se sentían mal. Y en cualquier lugar que entraba, en pueblos o en ciudades o en aldeas, colocaban a los enfermos en las plazas, y le suplicaban que les dejase tocar al menos el borde de su manto; y todos los que le tocaban quedaban sanos.

## Interpretación de la Iglesia católica
Sepone de manifiesto en esta situación, por contraste con el pasaje anterior, el de Jesús caminando sobre las aguas, la fe de estos hombres que se acercaban a Jesús y obtenían lo que buscaban. Por ello son ejemplo para los cristianos: en la Humanidad adorable del Salvador podemos encontrar alivio para todos los males. Las enseñanzas de Jesús en este relato y los anteriores se resume en dos notas fundamentales: los milagros de Jesús y la atracción que despierta en la gente.